# Трижды наращённый додекаэдр
Три́жды наращённый додека́эдр — один из многогранников Джонсона (J61, по Залгаллеру — М15+3М3).
Составлен из 24 граней: 15 правильных треугольников и 9 правильных пятиугольников. Среди пятиугольных граней 3 окружены четырьмя пятиугольными и треугольной, остальные 6 — тремя пятиугольными и двумя треугольными; каждая треугольная грань окружена пятиугольной и двумя треугольными.
Имеет 45 рёбер одинаковой длины. 15 рёбер располагаются между двумя пятиугольными гранями, 15 рёбер — между пятиугольной и треугольной, остальные 15 — между двумя треугольными.
У трижды наращённого додекаэдра 23 вершины. В 5 вершинах сходятся три пятиугольных грани; в 15 вершинах сходятся две пятиугольных и две треугольных грани; в 3 вершинах сходятся пять треугольных граней.
Трижды наращённый додекаэдр можно получить из четырёх многогранников — додекаэдра и трёх пятиугольных пирамид (J2), — приложив основания пирамид к любым трём попарно не смежным граням додекаэдра.

## Метрические характеристики
Если трижды наращённый додекаэдр имеет ребро длины {\displaystyle a}, его площадь поверхности и объём выражаются как
{\displaystyle S={\frac {3}{4}}\left(5{\sqrt {3}}+3{\sqrt {25+10{\sqrt {5}}}}\right)a^{2}\approx 21{,}9794871a^{2},}
{\displaystyle V={\frac {5}{8}}\left(7+3{\sqrt {5}}\right)a^{3}\approx 8{,}5676275a^{3}.}